# Sede social do Clube do Remo
A Sede Social do Clube do Remo (também conhecido como Palácio Azul) é uma instituição desportiva belenense, localizada à Avenida Nazaré, em Belém, capital do estado do Pará. 
A edificação foi tombada em nível estadual pelo Departamento de Patrimônio Histórico Artístico e Cultural do Estado do Pará (DPHAC), em 2005, e o Conjunto Arquitetônico do Clube do Remo (incluindo Ginásio Serra Freire, Complexo Aquático e Sede Social) passou a ser tombado por errata divulgada no Diário Oficial do Estado do Pará (DOEPA) no ano de 2010.

## Histórico
A história do clube remonta ao ano de 1905, quando os esportes eram realizados ao ar livre, mesmo os aquáticos, e o então "Grupo do Remo" foi criado por dissidentes do Sport Club Pará. Em 1914, recebeu o nome que mantém até hoje: "Clube do Remo", porque já contava com outros esportes, como o futebol. A instituição também organizava encontros e festas.
A atual sede social do Clube começou a ser concebida em 1938, quando um terreno com edificação (projeto do arquiteto paraense Camilo Porto de Oliveira) foi adquirido por meio de um leilão, no dia 11 de agosto. A reforma da edificação existente (executada por Arthur Carepa e José Heimar Lacerda) foi iniciada em 1955 e concluída em 1959.

## Arquitetura
A edificação de dois pavimentos popularmente conhecida como "Palácio Azul" é um dos marcos da arquitetura modernista do Pará. Tem formato retangular e mede 42.05 metros de frente por 208.05 metros de profundidade. No andar térreo, com 1.620 metros quadrados, localizam-se as dependências administrativas do clube, salão de jogos, bar, lanchonete e atualmente o Restaurante Azulino com sanduíches da Flags e Peixaria Limão. No andar superior, com 1.655 metros quadrados, fica o salão de festas, que também é utilizado em solenidades". No total, são 3.275 metros quadrados de área construída.
Como outros edifícios modernos da época, "o projeto foi pioneiro em inovações como planta livre, prédio de composição de linhas e volumes diferentes, uso do concreto armado, esquadrias panorâmicas de vidro e telhado com calha central". Além disso, destaca-se na fachada da edificação azul um painel decorativo criado no estilo "Raio que o Parta", expressão arquitetônica popular no Pará da época, que era feita a partir de cacos de azulejos.⁣

## Tombamento
A Sede Social do Clube do Remo foi tombada em nível estadual pelo Departamento de Patrimônio Histórico Artístico e Cultural do Estado do Pará (DPHAC), em 26 de janeiro de 2005. 

Uma errata da certidão de tombamento, homologada em 18 de outubro de 2010 e divulgada no Diário Oficial do Estado do Pará (DOEPA) em 12 de novembro de 2010, indica que foi tombado o "Conjunto Arquitetônico do Clube do Remo", incluindo o Ginásio Serra Freire, Complexo Aquático e a Sede Social.